# Escapamento

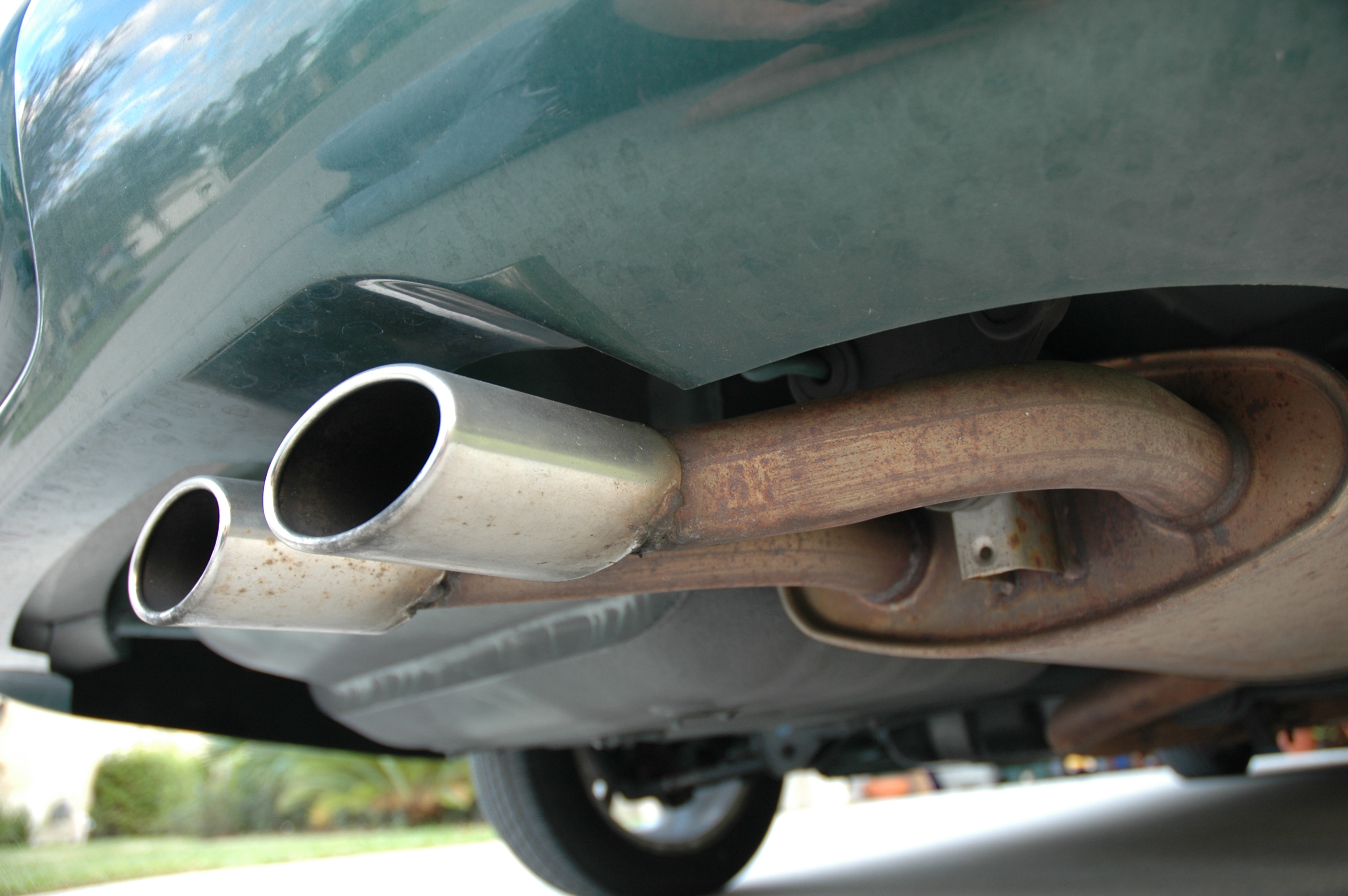
Escapamento de um automóvel

O tubo de escape (português europeu) ou escapamento (português brasileiro) é um tubo condutor que possibilita a um veículo a motor encaminhar os gases do resultado da combustão para fora do ambiente do motor, além de influenciar no desenvolvimento do motor.
Geralmente são produzidos com materiais inoxidáveis devido à forte corrosão causada pelos gases, além de materiais filtrantes.
Sua aplicação é mais conhecida em automóveis, mas se dá em uso de qualquer motor a explosão, em geradores, embarcações, trens etc.
O escapamento influencia diretamente no desempenho e potência do motor, pois é ele que é responsável pela liberação dos gases. Se os gases tiverem dificuldade para sair, o motor trabalhará com menor desempenho, porém se as saídas estiverem muito liberadas, o motor fará esforço desnecessário.

## Constituição geral de um sistema de escapamento
É composto de tubulações, sendo uma conectada diretamente ao coletor de escape do motor, intermediários, silenciador e, nos veículos fabricados a partir de meados da década de 1990, passou a ser obrigatório o uso de um catalisador, responsável pela oxidação dos agentes poluentes provindos da combustão, atendendo assim a regulamentação de emissões vigente. 

## Principais funções
- Liberação eficiente dos gases resultantes da combustão
- Redução dos ruídos resultantes da combustão
- Auxilio na vida útil do motor
- Controle e economia de combustível
- Redução da emissão de poluentes[2]